# Julio Alonso Ortega
Julio Alonso Ortega (Las Palmas, Gran Canaria, 23 de dezembro de 2000) é um velejador espanhol e campeão mundial, especializado na classe de vela ligeira "Dinghy" para duas pessoas. Ao longo da sua carreira desportiva, treinou maioritariamente no Real Club Náutico de Gran Canaria, sob a orientação dos treinadores Aarón Sarmiento e Luis Doreste, este último duas vezes medalha de ouro olímpico.

## Educação
Para além da sua carreira na vela, Alonso procurou formação académica no Reino Unido. Licenciou-se em Administração de Empresas com honras de primeira classe pela Universidade de Lancaster. Posteriormente, obteve um mestrado em Economia Política dos Mercados Emergentes no King's College London e um segundo mestrado em Negócios Internacionais pela Universidad del Atlántico Medio, com o apoio de uma bolsa da PROEXCA. and a second Master's degree in International Business from the Universidad del Atlántico Medio, supported by a scholarship from PROEXCA.

## Vela
Alonso começou a velejar aos dez anos na classe "Optimist" em Mogán (Espanha), juntando-se mais tarde ao Real Club Náutico de Gran Canaria, onde continua a competir.
Na classe 420 (vela), Alonso obteve um sucesso significativo. Venceu três campeonatos espanhóis de vela e garantiu o segundo lugar ao lado de Luis Doreste, filho do velejador espanhol Luis Doreste e sobrinho de Manuel Doreste, Gustavo Doreste e José Luis Doreste — todos figuras proeminentes na história da vela espanhola. Durante este período, participou também em vários campeonatos europeus e mundiais, ganhando uma valiosa experiência internacional.
Um ponto alto da sua carreira na classe 420 foi vencer um campeonato mundial na categoria de corrida por equipas. Esta conquista levou-o a um reconhecimento significativo na sua cidade natal, que resultou na honra de dar o pontapé de saída honorário num jogo de futebol entre a UD Las Palmas e o Real Madrid CF no Estádio Gran Canaria.
Na transição para a classe "29er", Alonso garantiu uma medalha de ouro no Campeonato Espanhol Absoluto de 29er e uma medalha de ouro sub-19 no Campeonato Espanhol. Estes sucessos qualificaram-no para representar a Espanha no Campeonato Mundial de Vela Juvenil de 2018, realizado em Corpus Christi, Texas, onde terminou em décimo lugar.
No mesmo ano, Alonso assinou com a Spanish Impulse by IBEROSTAR, equipa oficialmente formada para representar Espanha na Red Bull Youth America's Cup, realizada nas Bermudas. Durante esse período, representou também Espanha na Final Mundial do Red Bull Foiling Generation em Miami, competindo em catamarãs Flying Phantom e demonstrando a sua adaptabilidade a várias disciplinas de vela de alto rendimento.
Atualmente, Alonso faz parceria com María Bover, com o objetivo de representar Espanha na classe mista 470 nos Jogos Olímpicos. Até à data, alcançaram um quarto lugar na categoria sub-24 no Campeonato Mundial de Vela 470 e um quinto lugar na categoria sub-24 no Campeonato Europeu de Vela 470.